# Kilang
Kilang is een bestuurslaag in het regentschap Oost-Lombok van de provincie West-Nusa Tenggara, Indonesië. Kilang telt 8087 inwoners (volkstelling 2010).